# Pavão-verde
O Pavão-verde ou Pavão-verde-de-Java (Pavo muticus) é uma espécie pertencente ao gênero Pavo da família Phasianidae. Trata-se de uma ave nativa das florestas do Sudeste Asiático. Hoje integra a lista vermelha da IUCN e classificada como ameaçada de extinção desde 2009 devido a redução de sua população global e pela destruição de seu habitat original.

## Características

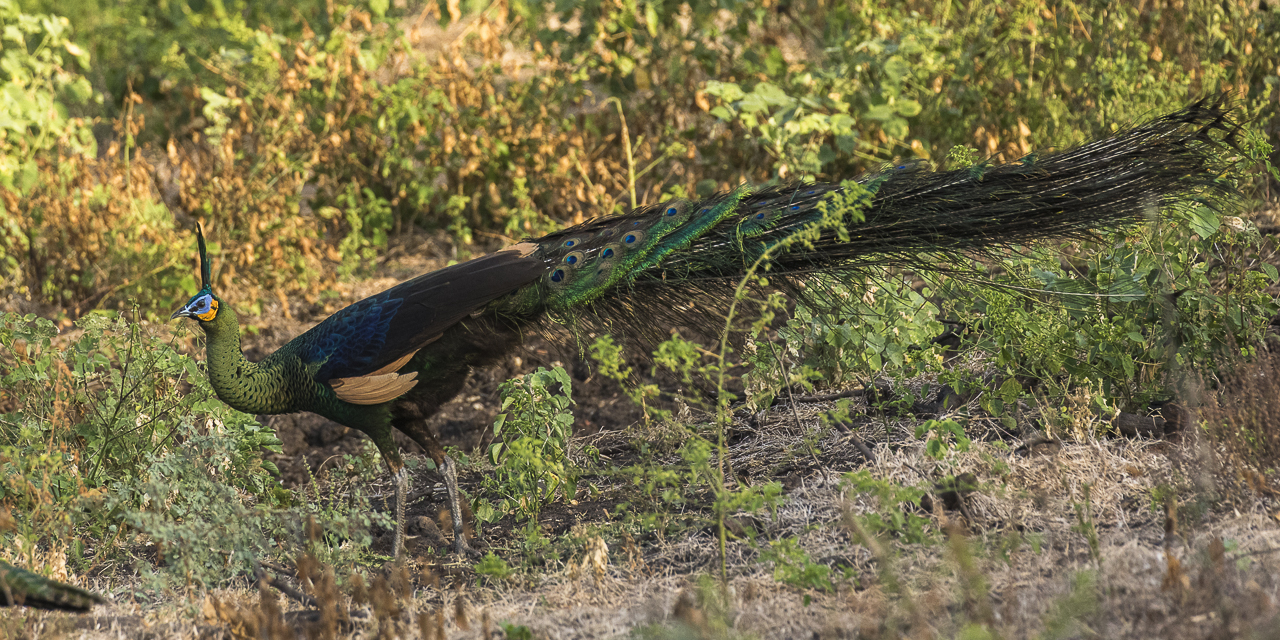
Macho

A despeito do pavão-indiano, os sexos do Pavão-verde são similares em termos de aparência, especialmente na natureza. No macho e na fêmea de pavão-verde há uma plumagem superior longa que recobre a real cauda do animal. No macho por sua vez essa plumagem se estende por mais de 2 metros sendo repleta dos "olhos" enquanto nas fêmeas está apenas recobrindo a cauda. Essa plumagem é mais evidente em época de reprodução, sendo que fora desse período fica difícil distinguir os sexos a certa distância. As penas do pescoço e do peito de ambos os sexos são verdes iridescentes e lembram escamas.
No macho, as penas da escapula, do meio das costas e acima das asas são azuis, enquanto os menores são verdes e formam um triângulo de penas escamosas no ombro quando a asa está fechada. Os secundários são pretos e, em algumas subespécies, os terciais são marrons e / ou barrados com um padrão esmaecido. A fêmea tem abrigos menores azuis, então falta o triângulo no ombro da asa. As fêmeas também têm escamas no pescoço franjadas com cobre, bem como mais barras nas costas e nas primárias e álula(polegar das aves).
Ambos os sexos têm cristas em forma de eixo e são pernas longas, asas pesadas e silhueta de cauda longa. A crista da fêmea tem plumas ligeiramente mais largas, enquanto as do macho são mais finas e altas. A pele do rosto é duplamente listrada com um branco a azul claro e, ao lado da orelha, um crescente amarelo a laranja.
A pele do rosto é duplamente listrada com um branco a azul claro e, ao lado da orelha, um crescente amarelo a laranja. O triângulo escuro abaixo do olho em direção à sobrancelha é verde azulado no macho e marrom na fêmea. Vistos à distância, são geralmente pássaros de cor escura com primários de cor vermelha pálida ou amarelada, bastante visíveis em seu voo peculiar, que foi descrito como um verdadeiro voo agitado com pouco planar que se associa a outras aves galiformes.
O pavão verde é geralmente mais silencioso do que o pavão indiano. Os machos de algumas subespécies, especialmente P. m. imperator, dão um forte chamado de ki-uao, que é freqüentemente repetido. A fêmea faz um chamado alto de aou-aa com ênfase na primeira sílaba. O macho também pode fazer uma chamada semelhante. Os machos chamam de seus poleiros ao amanhecer e ao anoitecer.
Os pavões-verdes são aves grandes, estando entre os maiores galiformes vivos em termos de tamanho total, embora de corpo mais leve do que o Peru-selvagem, e talvez o pássaro selvagem mais comprido existente. O macho tem 1,8–3 m de comprimento total, mas isso inclui sua cauda oculta (ou "trem"), que mede 1,4-1,6 m. Os "abrigos" da cauda são ainda mais longos do que os do pavão indiano macho, mas são mais curtos do que os do Faisão-argus. A fêmea adulta tem cerca de metade do comprimento total do macho reprodutor, com 1–1,1 m de comprimento. Tem uma envergadura relativamente grande, com média de cerca de 1,2 m e pode chegar a 1,6 m em machos grandes. O pavão verde é capaz de voar sustentado e é frequentemente observado em voo.

## Distribuição e habitat
O pavão-verde era amplamente distribuído no sudeste da Ásia, do leste ao nordeste da Índia, no norte de Mianmar e sul da China, estendendo-se pelo Laos e Tailândia até o Vietnã, Camboja, Península da Malásia e as ilhas de Java. Registros no nordeste da Índia foram questionados e registros antigos são possivelmente de pássaros selvagens. A área de distribuição foi reduzida com destruição de habitat e a caça.
Os pavões-verdes são encontrados em uma ampla variedade de habitats, incluindo florestas primárias e secundárias, tropicais e subtropicais, bem como perenes e decíduas. Eles também podem ser encontrados entre bambu, em pastagens, savanas, arbustos e bordas de terras agrícolas. No Vietnã, o habitat preferido foi a floresta seca e decídua perto da água e longe de perturbações humanas. A proximidade da água parece ser um fator importante.

## Taxonomia

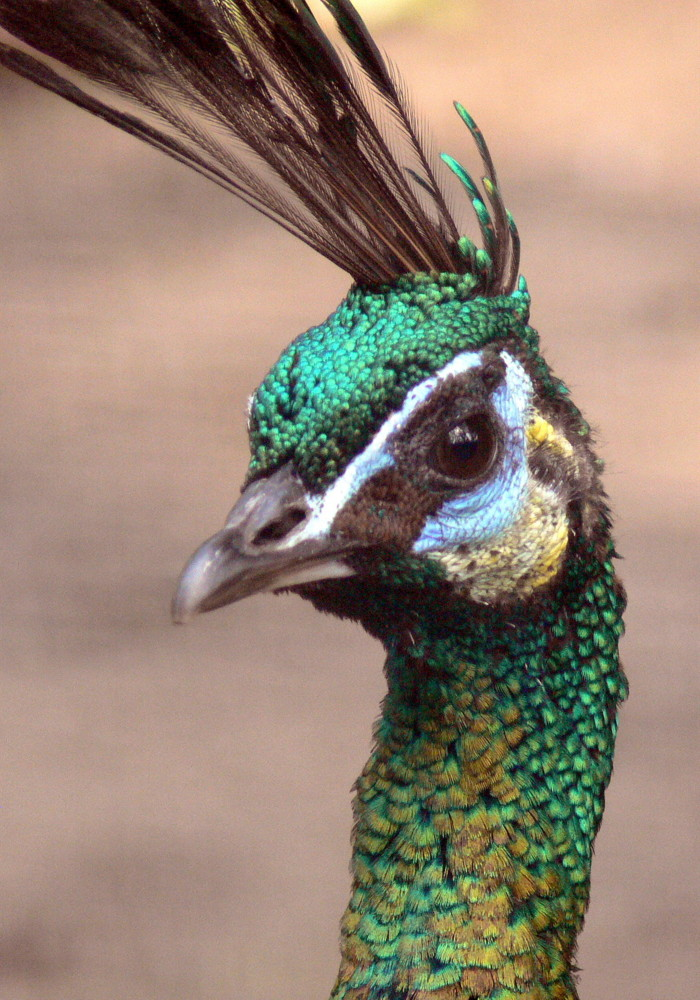
Fêmea adulta e sua crista

As espécias foram primeiramente classificadas como Pavo muticus por Carl Linnaeus, porem elas foram antes descritas na Europa por Ulisse Aldrovandi como Pavo Ianopensis se baseando numa pintura japonesa dada ao Papa da época pelo Imperador do Japão. Inicialmente foram descritos como aves sem espora(Linnaeus seguiu a descrição de Aldrovandi). Os japoneses importaram o pavão-verde do sudeste asiático por um século, e a ave era frequentemente retratada em pinturas japonesas. Como resultado, o tipo de localidade descrito por Linnaeus foi "Habitat da Japônia", porem, essas espécies não são nativas do Japão. Foi François Levaillant um dos primeiros ornitologistas ocidentais a ver um pavão-verde vivo, trazido de Macau para um criador de animais do Cabo da Boa Esperança. De uma pintura indiana, George Shaw descreveu o animal como nativo da Índia e possuindo uma "cabeça azul" com uma "crista lanceolada vertical", nomeando-o como Pavo spicifer, o "Pavão com crista espinhada". Uma terceira subespécie de pavão-verde foi descrita em 1949 por Jean Delacour, chamada de Pavo imperator, encontrado na Indochina. Seguindo o conselho de um criador de aves de Hong Kong, Delacour concluiu que havia três raças de pavão-verde, incluindo P. spicifer na espécie também. Hoje, a maioria das autoridades reconhece estes três:
- Pavão de Java (Pavo muticus muticus) — População existente endêmica nas extremidades leste e oeste da ilha de Java, Indonésia. Populações foram extintas na Península da Malásia, do istmo Kra até Kedah, que também foram descritas como sinônimos da população javanesa, mas nenhum estudo publicado confirmou essa suposição. Muitas vezes descrito como o mais colorido das três subespécies, o pescoço e o peito são de um verde-dourado metálico com abrigos de asas em azul cerúleo. As fêmeas têm barras proeminentes nas costas e terciais.
- Pavão da Indochina (Pavo muticus imperator) — Do leste de Mianmar à Tailândia, província de Yunnan na China e Indochina, esta subespécie é a mais comum e tem a distribuição mais ampla. Na Tailândia, está atualmente confinado às bacias dos rios Nan, Yom, Eng e Ping, no norte, e Huai Kha Khaeng e Mae Klong, no oeste. No Vietnã, foi extinto na parte norte do país, sua última grande população está confinada no sudeste em Yok Đôn e no Parque Nacional de Cát Tiên. Tem coloração intermediária entre as outras duas formas.
- Pavão birmanês (Pavo muticus spicifer) — Encontrado de Mianmar em direção ao sudoeste da Tailândia. Anteriormente, também em Bangladesh e no norte da Malásia. No nordeste da Índia às vezes é considerado extinto, mas ainda são avistados ocasionalmente. No entanto, os avistamentos às vezes foram questionados como pássaros fugitivos. Delacour considerou os lados oeste e leste do rio Irrawaddy como a linha divisória entre P.m. spicifer e P. m. imperator, respectivamente. Uma população de spicifer foi reintroduzida no Parque Nacional Hlawga, a leste do rio Irrawaddy. Às vezes descrito como "mais opaco" do que as outras formas, ele tem um canhão fosco azul-metálico a verde-oliva no pescoço e no peito, e mais preto nos abrigos das asas e na teia externa dos secundários. A coroa do macho é azul-violeta, que muitas vezes se estende mais abaixo na nuca do que nas outras subespécies, demarcando as cores da coroa e do pescoço.

Delacour descartou vários espécimes aberrantes por serem variações individuais (incluindo os espécimes de tipo para imperador originários do Planalto de Bolaven no Laos), e afirmou que mais subespécies podem ser reconhecidas com estudos posteriores. No entanto, poucos estudos foram realizados para comprovar a classificação de Delacour, embora seja aceita por quase todas as autoridades. Alguns autores sugeriram que a população encontrada em Yunnan, que é tradicionalmente classificada como imperator, pode ser outra subespécie. Usando o gene do DNA mitocondrial do citocromo b, Ouyang et al. estimou o período de divergência entre o pavão-verde e o pavão-indiano em 3 milhões de anos. No mesmo estudo, eles também notaram que parecia haver duas formas diferentes de pavão-verde em Yunnan, que deveriam ser classificadas como subespécies distintas.
Um artigo de 2005 do jornal The Star da Malásia afirmou que a pesquisa indicava que a forma malaia era idêntica à forma javanesa, mas o estudo não foi publicado e alguns autores contestam o resultado. Devido à grande variedade de imperadores na Indochina, outras subespécies dentro de sua variedade também foram propostas, notavelmente annamensis do sudeste da Ásia e yunnanensis de Yunnan.

## Comportamento
O pavão-verde é uma ave que gosta de viver nas florestas. Eles geralmente passam algum tempo no solo ou próximo a ele, em pastos altos e juncos. Unidades familiares empoleiram-se em árvores a uma altura de 10-15m. A dieta é composta principalmente de frutas, invertebrados, répteis, sapos e roedores. Tal como acontece com o outro membro de seu gênero, o pavão-verde pode até caçar cobras venenosas. Carrapatos e cupins, pétalas de flores, botões, folhas e frutos são os alimentos favoritos do pavão adulto.

### Reprodução
Acredita-se amplamente que o pavão-verde é polígamo, mas, ao contrário do pavão-indiano, os machos são solitários e não exibem sua cauda em leque. Em vez disso, os machos solitários são altamente territoriais e formam haréns sem vínculos de pares. No entanto, a teoria de que o macho é polígamo também entra em conflito com as observações em cativeiro; pares deixados sozinhos sem interação humana foram observados como fortemente monogâmicos. A estreita semelhança entre os dois sexos também sugere um sistema de procriação diferente, em contraste com o do pavão indiano. Assim, alguns autores sugeriram que os haréns vistos no campo são aves juvenis e que os machos não são polígamos.
As fêmeas costumam fazer seus ninhos no chão, pondo entre 3 a 6 ovos.

## Galeria

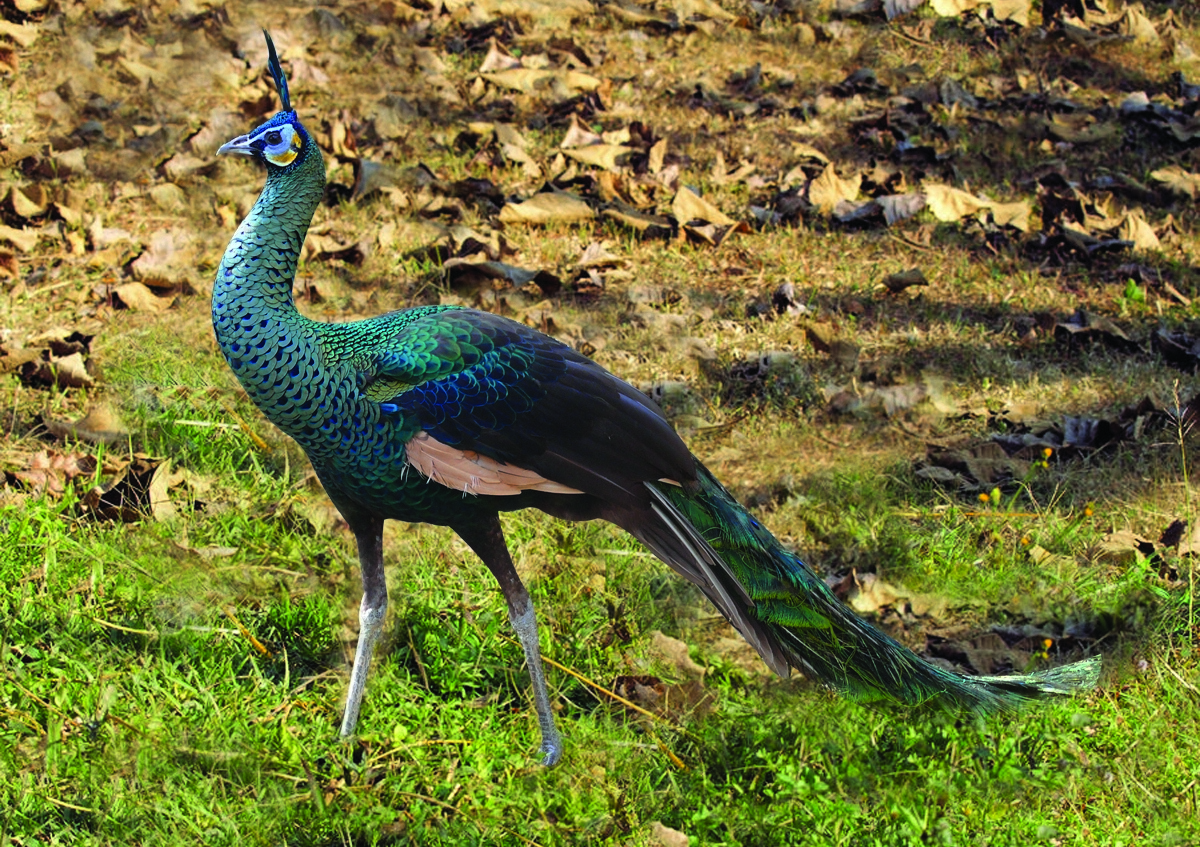
Um exemplar no Imphal Zoo, Manipur, India
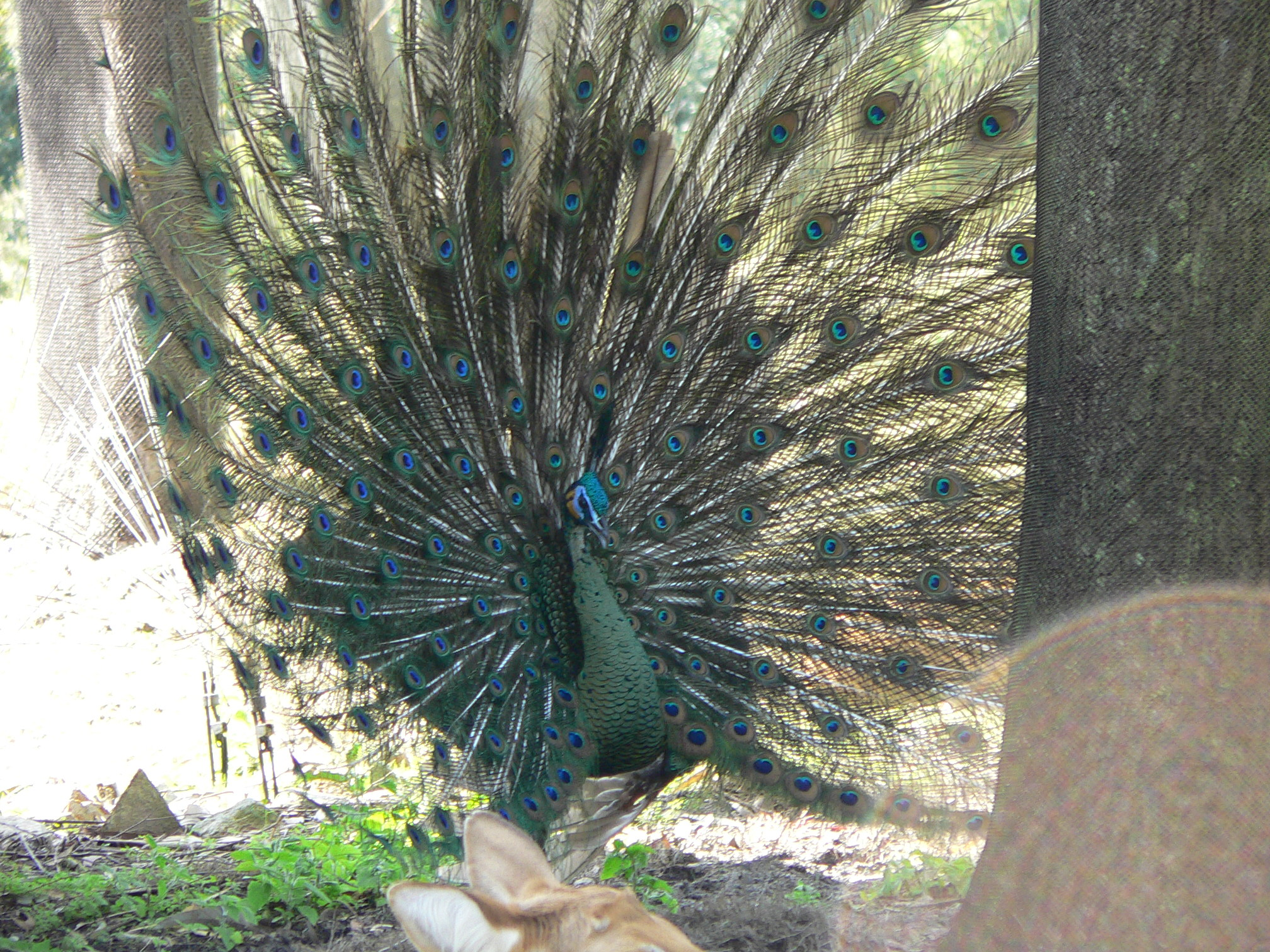
Um macho com sua cauda estendida
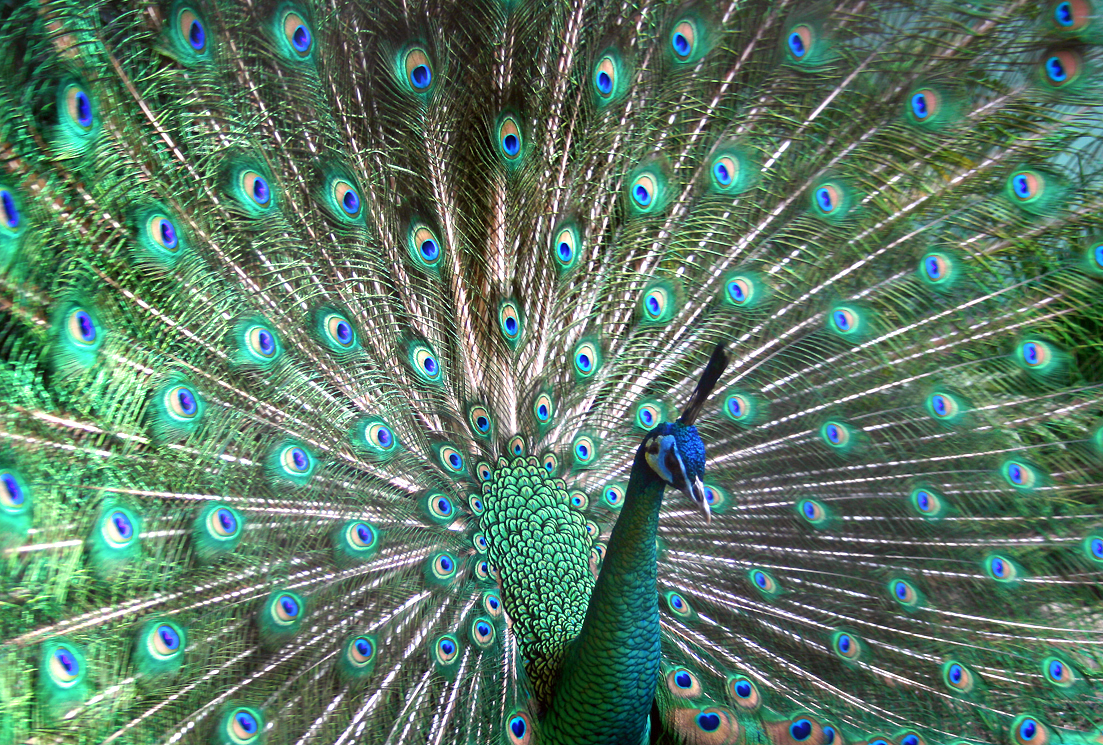
Um macho com sua cauda estendida
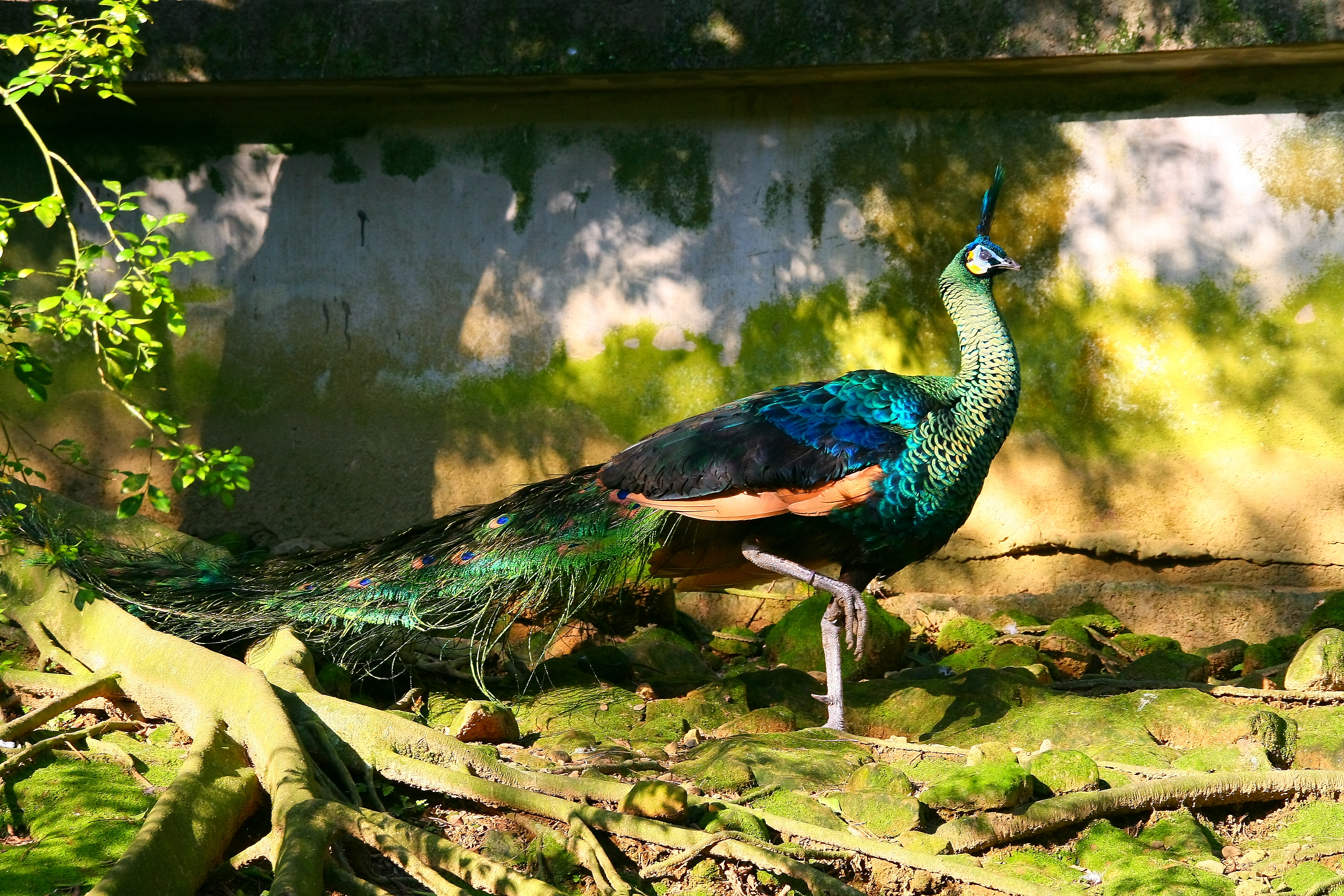
Exemplar no Taipei Zoo
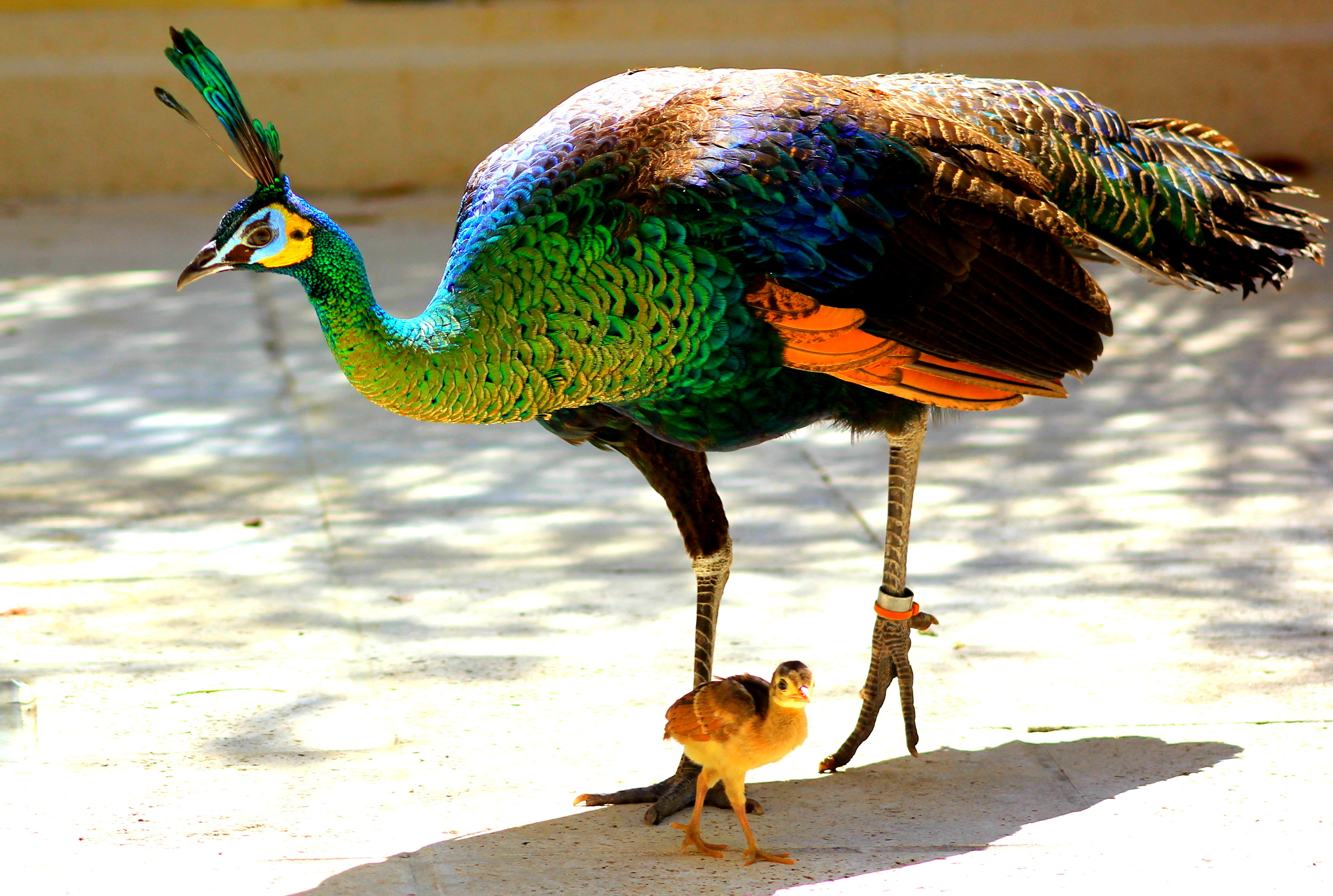
Fêma com filhote
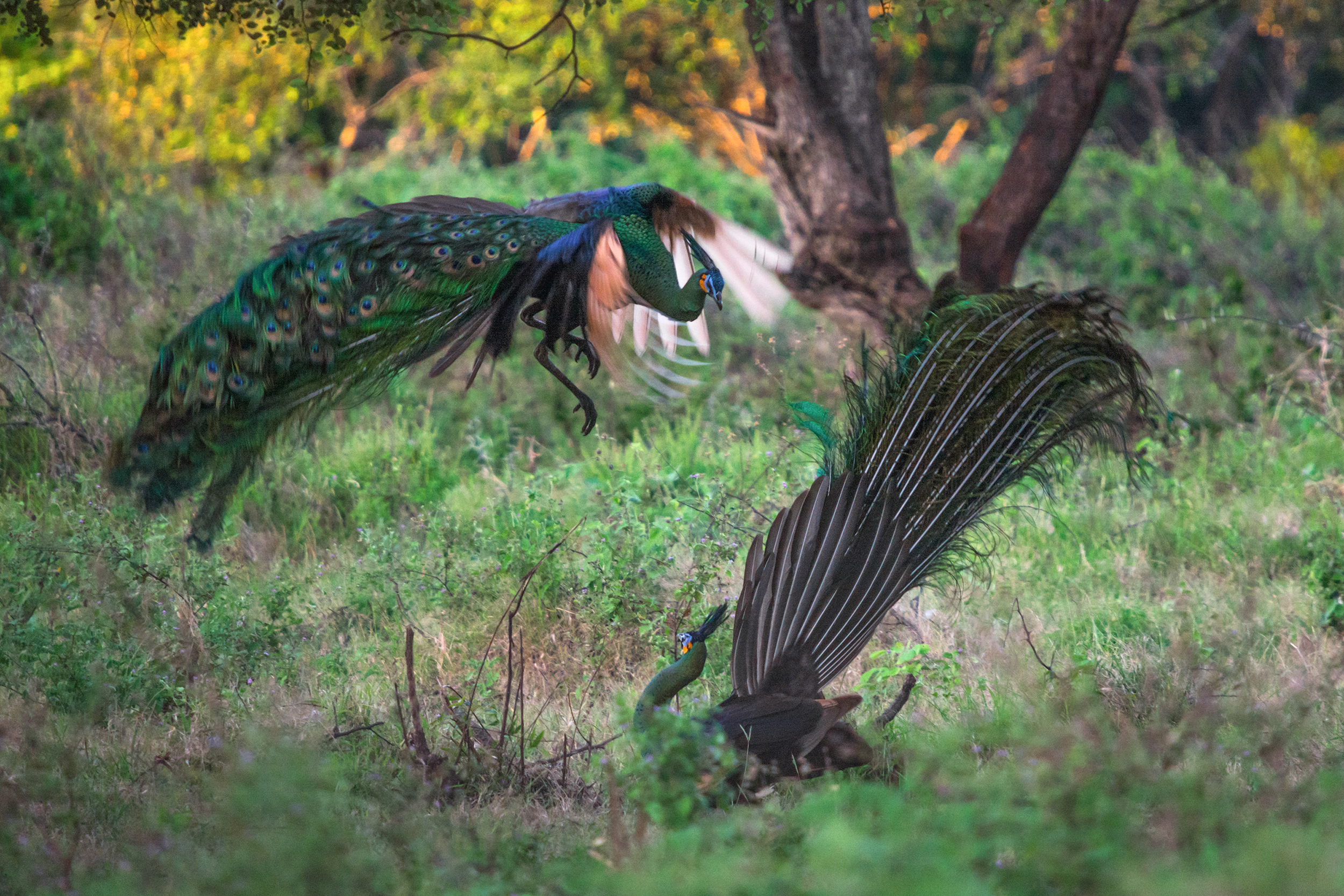
Briga de pavões-verdes no Baluran National Park, Indonesia
- Um pavão-verde se alimentando
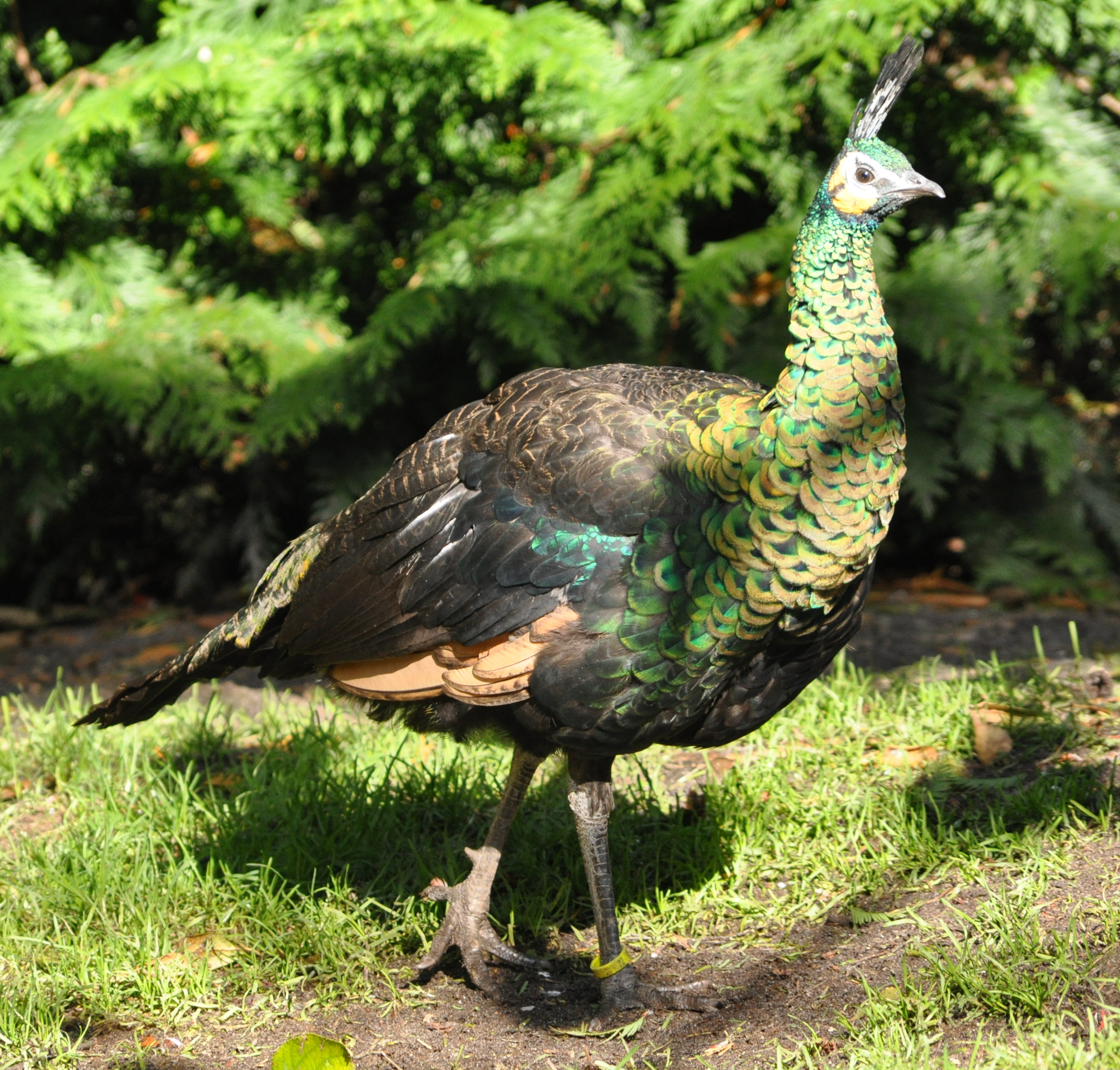
Uma fêmea
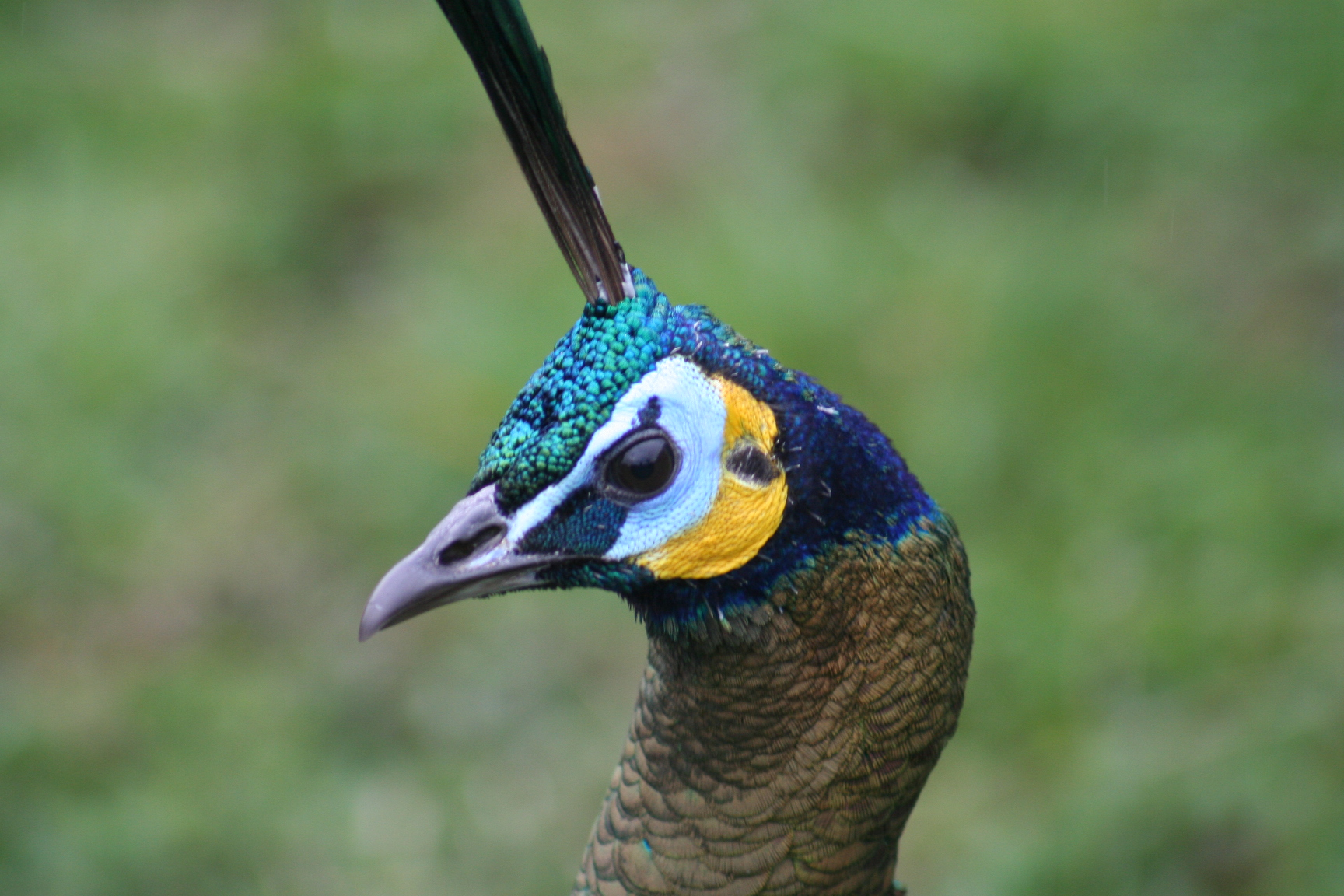
Face do macho
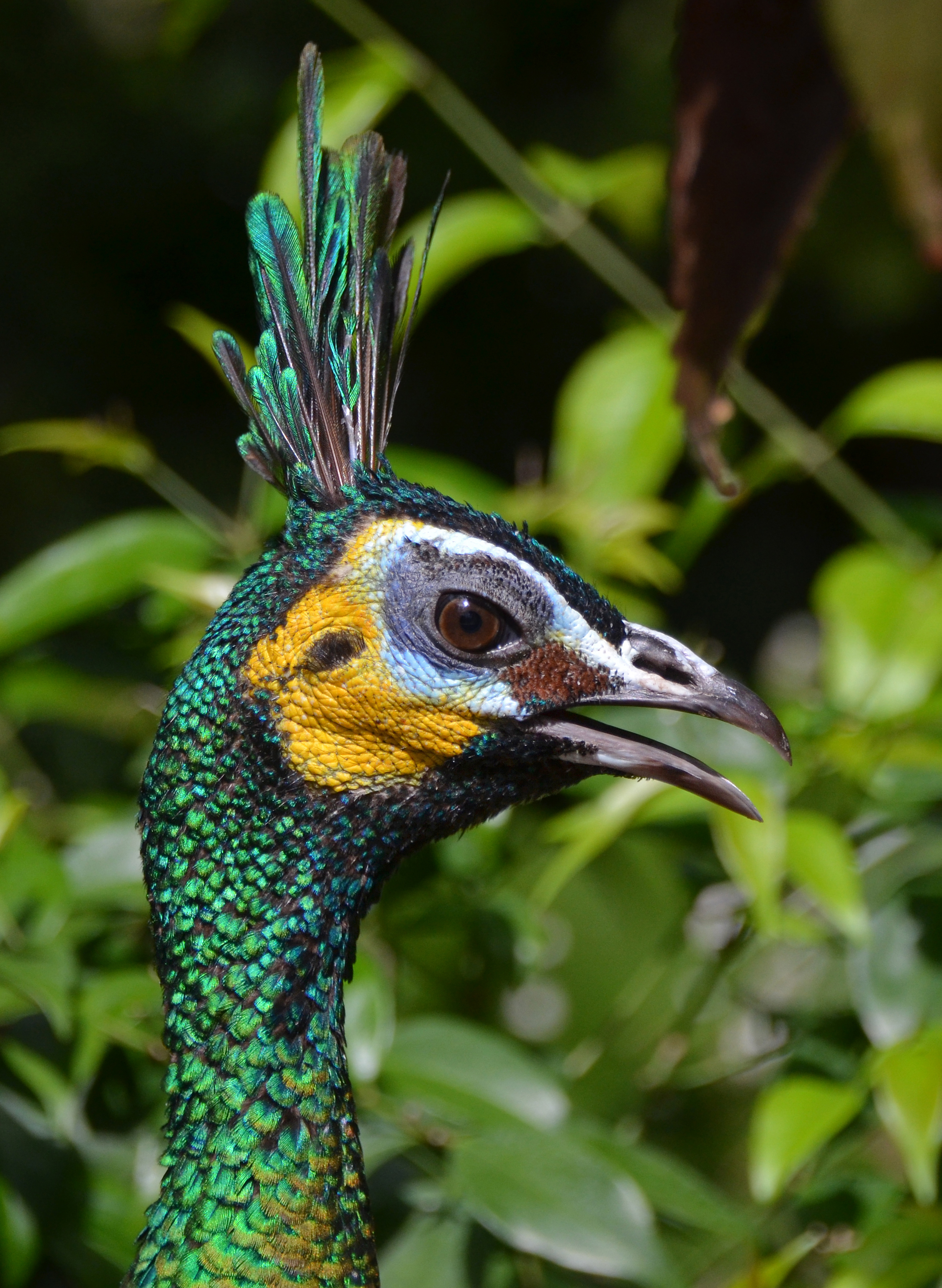
Face da fêmea
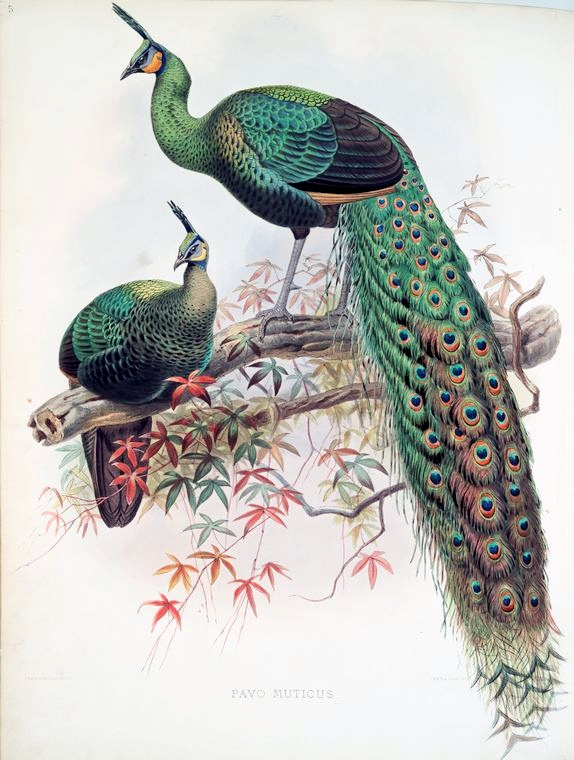
Pintura de Daniel Giraud Elliot
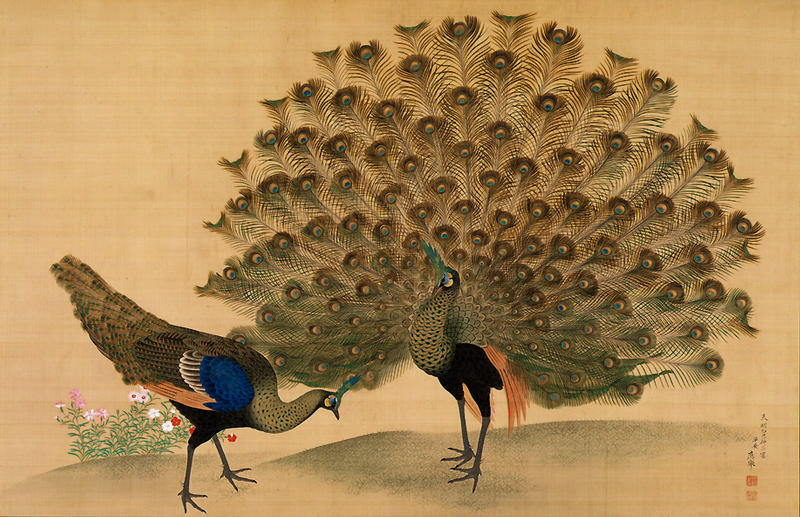
Pintura de Maruyama Okyo, de 1781
O Pavão-verde era um símbolo dos monarcas birmaneses